# Linha-dura
Linha-dura é um termo usado em Política para designar uma corrente ou facção, dentro de um movimento, partido ou governo, que adota posições mais radicais, menos moderadas e mais intolerantes, especialmente no contexto de regimes autoritários.
O termo linha-dura (pelo inglês hard-line) foi popularizado pela história mídia ocidental durante a Guerra Fria, para fazer distinções entre os diferentes grupos que brigavam pelo poder na União Soviética. Seriam da linha-dura os membros do PCUS e da nomenklatura que defendiam posições pragmáticas, justificando sanções e medidas repressivas como forma de defender o regime, às vezes aproximando-se do stalinismo. Em oposição aos linha-dura, estariam os moderados ou reformistas.
A linha-dura soviética arquitetou e executou o golpe de Estado contra Nikita Khruschov em 1964 e também o golpe fracassado de agosto de 1991.

## Militares "linha-dura" e a ditadura militar brasileira
O termo foi usado também no Brasil, nos primeiros anos do regime militar implantado em 1964, para distinguir entre o que seria considerada à época uma linha-dura, ou seja mais radical. 
No Brasil opunham-se assim, de um lado, os moderados, castelistas ou grupo da Sorbonne
 (ala ligada ao presidente Castelo Branco e que via o regime como um processo de transição relativamente rápido e pretendiam o retorno à democracia, incluindo eleições diretas para presidente já em 1966) e, de outro, o grupo linha-dura, que temia o retorno ao governo dos quadros políticos civis pré-golpe militar de 1964 e que defendiam, assim, a prorrogação do regime militar, enquanto a função "salvadora" da “revolução” não tivesse sido completamente realizada.